# 伯基尔積分
伯基尔積分（Burkill integral）係由約翰·查理·伯基爾引進，用于计算面積。是柯爾莫哥洛夫積分的特例。